# Італійська Серія A 1940–1941
Сезон 1940-41 Серії A — футбольне змагання у найвищому дивізіоні чемпіонату Італії, 12-й турнір з моменту започаткування Серії A. Участь у змаганні брали 16 команд, 2 гірших з яких за результатами сезону полишили елітний дивізіон.
Переможцем сезону став клуб «Болонья», для якого ця перемога у чемпіонаті стала 6-ю в історії.
| Чемпіон Італії 1940/41 |
| ---------------------- |
| «Болонья» 6-й титул    |

## Команди-учасниці

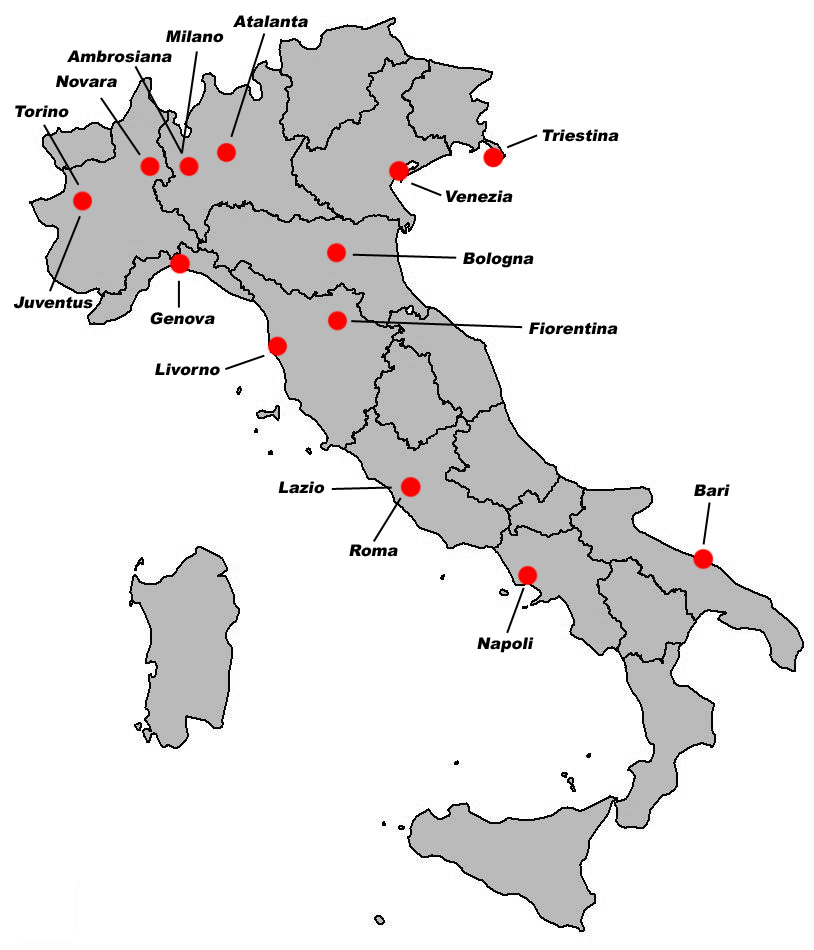
Місцезнаходження команд Серії A сезону 1940-41

Участь у турнірі брали 16 команд:

## Підсумкова таблиця
|                      |     | Турнірна таблиця 1940—1941 | О  | І  | В  | Н  | П  | М+ | М- |
| -------------------- | --- | -------------------------- | -- | -- | -- | -- | -- | -- | -- |
| Чемпіон Італії       | 1.  | «Болонья»                  | 39 | 30 | 16 | 7  | 7  | 60 | 37 |
|                      | 2.  | «Амброзіана-Інтер»         | 35 | 30 | 14 | 7  | 9  | 52 | 42 |
|                      | 3.  | «Мілан»                    | 34 | 30 | 12 | 10 | 8  | 55 | 34 |
|                      | 4.  | «Фіорентина»               | 34 | 30 | 14 | 6  | 10 | 60 | 49 |
|                      | 5.  | «Ювентус»                  | 32 | 30 | 12 | 8  | 10 | 50 | 47 |
|                      | 6.  | «Аталанта»                 | 31 | 30 | 11 | 9  | 10 | 45 | 38 |
|                      | 7.  | «Торіно»                   | 30 | 30 | 11 | 8  | 11 | 54 | 50 |
|                      | 8.  | «Наполі»                   | 30 | 30 | 11 | 8  | 11 | 41 | 48 |
|                      | 9.  | «Трієстина»                | 29 | 30 | 9  | 11 | 10 | 43 | 39 |
|                      | 10. | «Дженова 1893»             | 29 | 30 | 10 | 9  | 11 | 46 | 44 |
|                      | 11. | «Рома»                     | 29 | 30 | 9  | 11 | 10 | 48 | 46 |
| Володар Кубка Італії | 12. | «Венеція»                  | 29 | 30 | 8  | 13 | 9  | 39 | 44 |
|                      | 13. | «Ліворно»                  | 28 | 30 | 9  | 10 | 11 | 40 | 51 |
|                      | 14. | «Лаціо»                    | 27 | 30 | 7  | 13 | 10 | 38 | 42 |
| Вибув до Серії B     | 15. | «Новара»                   | 27 | 30 | 8  | 11 | 11 | 31 | 38 |
| Вибув до Серії B     | 16. | «Барі»                     | 17 | 30 | 5  | 7  | 18 | 31 | 84 |

## Чемпіони
Склад переможців турніру:
| Воротар: П'єтро Феррарі (25 матчів), Глауко Ванц (5). Захисники: Маріо Паготто (29), Секондо Річчі (26), Діно Фйоріні (15). Півзахисники: Ауреліо Маркезе (27, 1), Мікеле Андреоло (20, 2), Бруно Маіні (13, 1 гол), Артуро Боніфорті (10), Маріо Монтесанто (4), Джордано Корсі (4), Наркізо Бенетті (2), Тольміно Касадіо (1). Нападники: Амедео Б'яваті (30, 6), Раффаеле Сансоне (22, 2), Етторе Пурічеллі (27, 22), П'єро Андреолі (22, 7), Карло Регуццоні (30, 17), Джованні Феррарі (16, 2), Маріо Здрауліг (2). Тренер: Германн Фельснер. |

## Найкращі бомбардири
Найкращим бомбардиром сезону 1940-41 Серії A став гравець клубу «Болонья» Етторе Пурічеллі, який відзначився 22 забитими голами.
|    | Гравець            | Команда        | Голів | (пенальті) |
| -- | ------------------ | -------------- | ----- | ---------- |
| 1° | Етторе Пурічеллі   | «Болонья»      | 22    | -          |
| 2° | Амадео Амадеї      | «Рома»         | 18    | -          |
|    | Ромео Менті        | «Фіорентина»   | 18    | 7          |
| 4° | Карло Регуццоні    | «Болонья»      | 17    | 2          |
| 5° | Альдо Боффі        | «Дженова 1893» | 16    | -          |
|    | Гульєльмо Габетто  | «Ювентус»      | 16    | -          |
| 7° | Франко Оссола      | «Торіно»       | 14    | -          |
| 8° | Луїджі Розелліні   | «Наполі»       | 13    | -          |
| 9° | Джино Каппелло     | «Мілан»        | 12    | -          |
|    | Франческо Черголі  | «Трієстина»    | 12    | -          |
|    | Данте Де Бенедетті | «Фіорентина»   | 12    | -          |

Джузеппе Меацца забив двохсотий м'яч у матчах Серії «А».